# 中国人民解放军第6909工厂
中国人民解放军第6909工厂，又名昆山九华电子设备厂，是一家位于中华人民共和国江苏省昆山市的军工企业，隶属中国人民解放军陆军参谋部。工厂主要研究、制造、修理通信对抗、短波通讯设备。
6909工厂成立于1969年10月，厂址原位于江西省上饶市。2001年5月，工厂迁往江苏昆山。总参谋部撤销前，工厂隶属于中国人民解放军总参谋部信息化部。据2018年资料，工厂占地面积约400亩，职工超过一千人。